# Русская Курья
Русская Курья — опустевшая деревня в Советском районе Кировской области в составе Родыгинского сельского поселения. 

## География
Находится на левом берегу Пижмы  на расстоянии примерно 2 километра по прямой на запад от нового моста через реку Пижма в районном центре городе Советск.

## История
Известна была с 1873 года как починок по речке Курье Русской, когда здесь было учтено дворов 2 и жителей 21, в 1905 5 и 36, в 1926 (деревня Русская Курья или Мальчики Русские) 5 и 24, в 1950 12 и 45, в 1989 оставалось 8 постоянных жителей. По состоянию на 2020 год опустела.

## Население
Постоянное население составляло 3 человека (русские 100%) в 2002 году, 1 в 2010.